# Стероид
Стероиди су специфична једињења, у природи врло раширена, а генетски повезана са терпенима. Имају важну улогу у животним процесима. 
Стероиди садрже угљенични скелет циклопентаноперхидрофенантрена:
R’ и R’’ су код већине стероида метил групе, а R је неки угљоводонични низ, док је X хидроксилна група (код стерола, стерина) или кето група.
Прстенови A/B, B/C и C/D могу бити кондензовани у цис- или транс- положају при чему се мисли на међусобни положај у простору атома или атомских група које се налазе на заједничким C атомима за одговарајућа два суседна прстена. Прстени B/C природних стероида увек имају транс-конфигурацију, прстенови C/D скоро увек транс-, док прстенови А/B могу бити транс- (ало ред стероида) или цис- (нормални ред стероида) кондензовани. Природно да се шестопрстени налазе у најстабилнијој конформацији столице.
Просторни распоред супституената се означава словима α и β. Код α- конфигурације супституент се налази иза равни прстена (његова веза се означава тачкицама), а код β- конфигурације испред равни прстена (његова веза се означава пуном цртом). 
Природни стероиди су оптички активни и садрже неколико асиметричних C атома, али сваки одређени природни стероид има своју потпуно одређену конфигурацију. На одређивању апсолутне конфигурације стероида много је радио хемичар Владимир Прелог.
У стероиде спадају и стероли (или стерини), полни хормони, хормони надбубрега, агликони срчаних гликозида, жучне киселине, сапонини и стероидни алкалоиди.
Стерини (стероли) садрже у положају 3 хидроксилну групу. Најважнији стерин је холестерин (холестерол) који се налази у свим ћелијама (посебно нервним и у мозгу) и састојак је жучних каменова. Организам човека садржи просечно преко 100 грама холестерина: 
По структури му је сличан биљни стерин, ергостерин, који је генетски повезан са витамином Д2.
Жучне киселине су високомолекуларне киселине које се налазе у жучи и које су по структури блиске стероидима. Оне су неопходне при варењу јер могу да емулгују масти и тако омогућавају њихову ресорпцију (упијање) у цревима. Оне имају краћи бочни низ од стерина (5 C атома) са карбоксилном групом на његовом крају.
Холна киселина садржи три OH групе (у положајима 3, 7 и 12) и две CH3 групе (у положакима 10 и 13). 
Конфигурација на трећем C атому је супротна од оне код стерина. У жучи су жучне киселине повезане са аминокиселинама (на пример гликолом). Испод је дата формула холне киселине:
Агликони срчаних гликозида. Гликозиди који се налазе у неким биљкама (Digitalis p., Strophantus c.) имају већ у веома малим дозама јако дејство на срчани мишић и називају се срчани гликозиди. У већим количинама су јако отровни. 
При хидролизи срчаних гликозида њихов молекул се разлаже на неколико молекула моносахарида (на пример, дигитоксозу и глукозу) и специфични агликон стероидне природе који се често назива генин, а из неких гликозида се издваја и сирћетна киселина.
Генини садрже циклопентаноперхидрофенантренски прстен повезан са незасићеним пето- или шесточланим лактонским прстеном. Срчани гликозиди се деле на две групе: карденолиде и буфодиенолиде. Карденолиди чине већу групу срчаних гликозида.
Дигитоксигенин је генин дигитоксина. Хидроксилна група у положају 3 се при формирању гликотида једини са угљеним хидратом:
Строфантидин је генин строфантина, а разликује се од дигитоксигенина тиме што у положају 10 уместо метил групе садржи алдехидну групу, а у положају 5 има OH групу.
Од шећера који улазе у састав срчаних гликозида значајна је Д-дигитоксоза која спада у метилпентозе (на C-5 је атом водоника замењен метил групом) и 2-диоксишећери. Испод је дата формула Д-дигитоксозе:
Гликозид дигитоксин је део још сложенијег гликозида, тзв. Ланатозида А. 
Активност срчаних гликозида потиче од агликона стероидне природе, а остаци шећера омогућавају растварање гликозида.
Стероидни агликони сапонина. Сапонини (од сапо-сапун) су биљни гликозиди који се растварају у води уз образовање колоидних раствора и који већ у малим дозама изазивају хемолизу (разлагање црвених крвних зрнаца). Агликони сапонина могу бити деривати терпена или стероида.